# 590

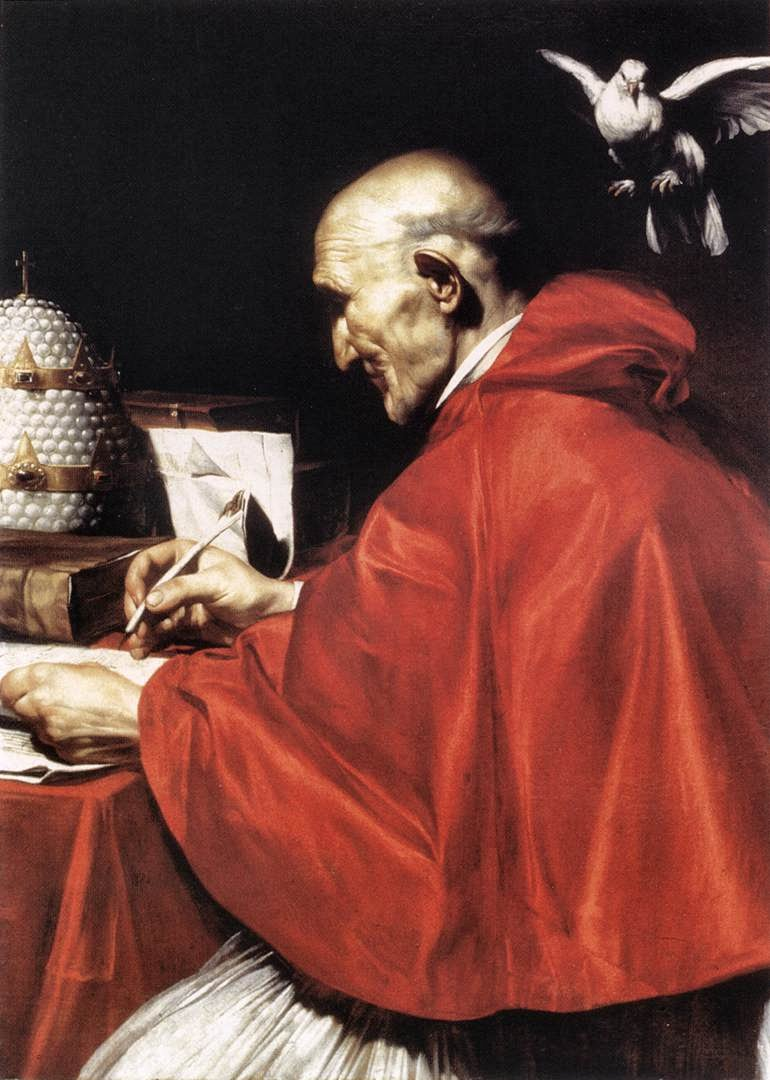
Paus Gregorius I de Grote (590-604)

Het jaar 590 is het 90e jaar in de 6e eeuw volgens de christelijke jaartelling.

## Gebeurtenissen

### Byzantijnse Rijk
- Romeins-Perzische Oorlog: Keizer Mauricius verslaat bij Nisibis (huidige Turkije) het Perzische leger. De Sassaniden moeten zich terugtrekken naar Armenië.
- Het Exarchaat van Carthago wordt gesticht; Mauricius organiseert de Byzantijnse gebieden in Noord-Afrika in een bestuurlijke civiele en militaire eenheidsstaat.

### Europa
- De Franken onder leiding van koning Gunthram vallen Noord-Italië binnen. Ze moeten de Povlakte ontruimen door een uitbraak van de pest en hongersnood.
- 5 september - Koning Authari overlijdt in Pavia (mogelijk door vergiftiging) na een regeerperiode van 6 jaar. Hij wordt opgevolgd door Agilulf, hertog van Turijn.
- Ethelbert (ca. 590-616) volgt zijn vader Eormenric op als koning van Kent (Zuidoost-Engeland).

### Perzië
- Lente - Koning Hormazd IV wordt door Perzische edelen geëxecuteerd. Hij wordt opgevolgd door Bahram VI die regeert als usurpator over het Perzische Rijk.
- Khusro II, legitieme troonopvolger van Perzië, ontsnapt naar Armenië en zoekt als vluchteling steun in Constantinopel. Mauricius weigert hem uit te leveren.

### Religie
- 3 september - Gregorius I de Grote (590-604) volgt Pelagius II op na een 11-jarig pontificaat en wordt de 64e paus. Hij overlijdt in Rome aan de gevolgen van de pest.
- Gregorius I legt de fundamenten voor de wereld kerkelijke macht van de paus in Italië. Hij restaureert de aquaducten en zoekt toenadering tot de Joden.
- Columbanus, Ierse missionaris, vertrekt met 12 metgezellen vanuit Brittannië en sticht in de Vogezen de abdij van Luxeuil. (waarschijnlijke datum)
- Volgens een legende kondigt de aartsengel Michaël boven op de Engelenbrug (Rome) het einde van de pestepidemie aan die in Europa heerst.

## Geboren
- Anna, koning van East Anglia (waarschijnlijke datum)
- Harsha, koning van India (overleden 647)
- Khalid ibn Walid, Arabisch generaal (waarschijnlijke datum)

## Overleden
- 7 februari - Pelagius II, paus van de Katholieke Kerk
- 5 september - Authari, koning van de Longobarden
- 29 oktober - Ermelindis, Belgisch heilige
- Eormenric, koning van Kent (waarschijnlijke datum)
- Goearam I, koning van Iberië (Georgië)
- Hormazd IV, koning van de Sassaniden (Perzië)
- P'yongwon Wang, koning van Koguryo (Korea)
- Servulus, Romeins bedelaar en heilige